# Невольничий корабль

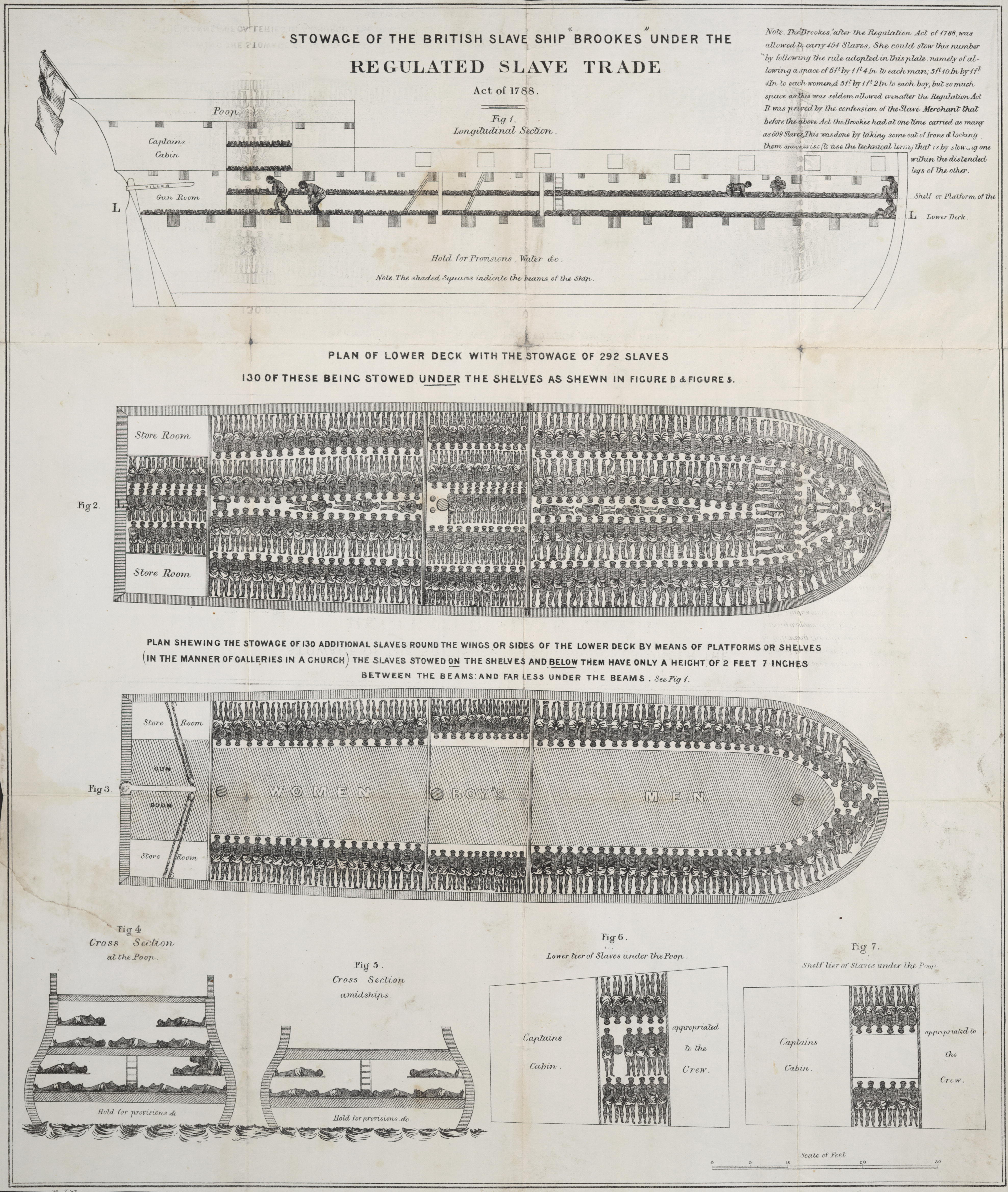
План британского работоргового судна Brookes, показывающий, как 454 раба должны быть размещены на борту (после принятия Закона о работорговле 1788 года).

Невольничий корабль — крупное грузовое судно, специально построенное или переоборудованное для перевозки рабов. Существовали и использовались с начала XVII по начало XIX века. На жаргоне такие корабли назывались «гвинейцы» (англ. Guineamen), так как чаще всего привозили рабов в Новый Свет из Гвинейского региона.

## Трансатлантическая работорговля
В начале XVII века, спустя более века после начала заселения Америк европейцами, спрос на бесплатную рабочую силу для тяжёлого труда на плантациях сделал работорговлю прибыльным бизнесом. Пик трансатлантической работорговли пришёлся на последние два десятилетия XVIII века, во время Гражданской войны в Конго и после неё.
Чтобы обеспечить максимальную прибыльность, владельцы невольничьих кораблей разделили внутренние части своих судов на крохотные трюмы, и таким образом они могли перевозить как можно больше рабов. Антисанитарные условия, обезвоживание, дизентерия и цинга приводили к высокому уровню смертности среди рабов за время транспортировки: от 15 до 33 %. Часто такие корабли перевозили сотни рабов, которые были крепко прикованы к койкам. Например, судно «Генриетта Мари» таким образом за одну ходку перевозило около 200 рабов по очень длинному Среднему Проходу.
Ключевые маршруты работорговых судов вели от западного побережья Африки к восточному побережью Южной Америки и юго-восточному побережью современных США, к Карибским островам. Оценивается, что за эти два века невольничьи корабли перевезли в Америку около двадцати миллионов африканцев.

## Бытовые условия на невольничьих кораблях

### Рабы
Как уже говорилось выше, владельцы невольничьих кораблей старались максимально загрузить свои суда рабами, чтобы получить как можно бо́льшую прибыль от каждой ходки. Рабы в путешествии умирали не только от упоминавшихся обезвоживания, дизентерии и цинги, но и от банальной нехватки воздуха. Португальские власти приняли в 1684 году «Закон о тоннаже», чтобы немного улучшить условия перевозки рабов. Кроме того, рабов на борту скудно кормили, с ними жестоко обращались; умерших или умирающих рабов просто сбрасывали за борт. Путь от Африки до Нового Света занимал (в зависимости от времени года и ветров) один—два месяца. Рабы, как правило, были обнажены и прикованы цепями, которые крепились под их койками, таким образом они фактически не могли передвигаться даже в своём крохотном трюме. Среди рабов были широко распространены такие заболевания, как дизентерия, диарея, офтальмоплегия, малярия, оспа, желтая лихорадка, цинга, корь, брюшной тиф, анкилостом, солитёр, сонная болезнь, трипаносомоз, фрамбезия, сифилис, проказа, слоновость и меланхолия, которые нередко являлись причиной их гибели.
Закон о работорговле 1788 года, также известный как Закон Долбена, впервые с момента начала работорговли урегулировал условия на борту британских невольничьих судов. Впервые за примерно 180 лет полномасштабной трансатлантической рабо-перевозки были установлены ограничения на количество транспортируемых на одном судне невольников. Например, известное невольничье судно Brookes теперь могло перевозить только 454 раба; ранее на него грузили до 609 порабощённых. Неожиданно противником этого закона выступил известный аболиционист Уильям Уилберфорс, который заявил, что «боится, что это утвердит идею о том, что работорговля просто нуждается в реформе и регулировании, а не в полной отмене».

### Моряки и прочий экипаж
Морякам на невольничьих кораблях часто плохо платили, они подвергались жестокому обращению со стороны командования, у них была очень жёсткая дисциплина. В отдельных случаях во время плавания смертность моряков составляла до 20 %: они умирали от болезней (преимущественно, малярия и жёлтая лихорадка), порки или восстаний рабов. Морякам часто приходилось жить и спать без крыши над головой на верхней палубе в течение всего атлантического перехода, поскольку трюмы под палубой были заняты рабами.
Высокий уровень смертности моряков на обратном пути отвечал интересам капитана, поскольку это сокращало количество людей, которым нужно было платить жалованье по прибытии. Кроме того, морякам нередко платили гораздо меньше оговоренной суммы, штрафуя их за нарушения (дисциплины, устава и пр.) во время путешествия.
Эти аспекты трансатлантической работорговли были широко известны; невольничьи суда среди моряков имели дурную славу; это означало, что те, кто присоединялся к этим экипажам, делали это по принуждению или потому, что не могли найти другой работы. Среди этих моряков было много преступников, отсидевших в тюрьме.
Известно, что среди моряков британских невольничьих судов были чернокожие, например, с Карибских островов. Нередко в состав экипажа включались чернокожие африканцы (иногда даже африканки), которые служили переводчиками.

## Отмена трансатлантической работорговли
Африканская работорговля была объявлена вне закона США и Великобританией в 1807 году. Этот закон запретил работорговлю на всей территории Британской империи. В США закон вступил в силу 1 января 1808 года. После этой даты все американские и британские невольничьи суда, покидающие Африку, рассматривались законом как пиратские суда, подлежащие захвату военно-морскими силами США или Королевским военно-морским флотом Великобритании. В 1815 году на Венском конгрессе Испания, Португалия, Франция и Нидерланды также согласились отменить работорговлю. Тем не менее трансатлантическая работорговля не прекратилась с юридическим вступлением закона в силу: между 1807 и 1860 годами британские военные корабли захватили около 1600 невольничьих судов (считающихся теперь пиратскими) и освободили около 160 000 рабов.
После запрета рабовладельческих судов они приняли более быстрые и маневренные формы, чтобы уклоняться от захвата военными кораблями: одним из любимых типов судов «пиратов» стал клипер «Балтимор» — он даже близко не мог одновременно перевезти 400—600 рабов, как это делали крупные неторопливые суда раньше, но зато без особых трудностей уходил от преследования тяжеловесными военными кораблями. Некоторые капитаны вкладывали немалые деньги и обшивали деревянные корпуса своих судов медью, что заметно увеличивало их скорость, так как металл почти не обрастает водорослями.
28 ноября 1858 года корабль под названием Wanderer тайком ночью вошёл в прибрежный канал и выгрузил свой груз из более чем 400 африканских рабов на остров Джекилл (штат Джорджия), спустя тридцать восемь лет после того, как трансатлантическая работорговля была объявлена незаконной. Это был последний корабль, когда-либо доставивший африканских рабов на американскую землю.

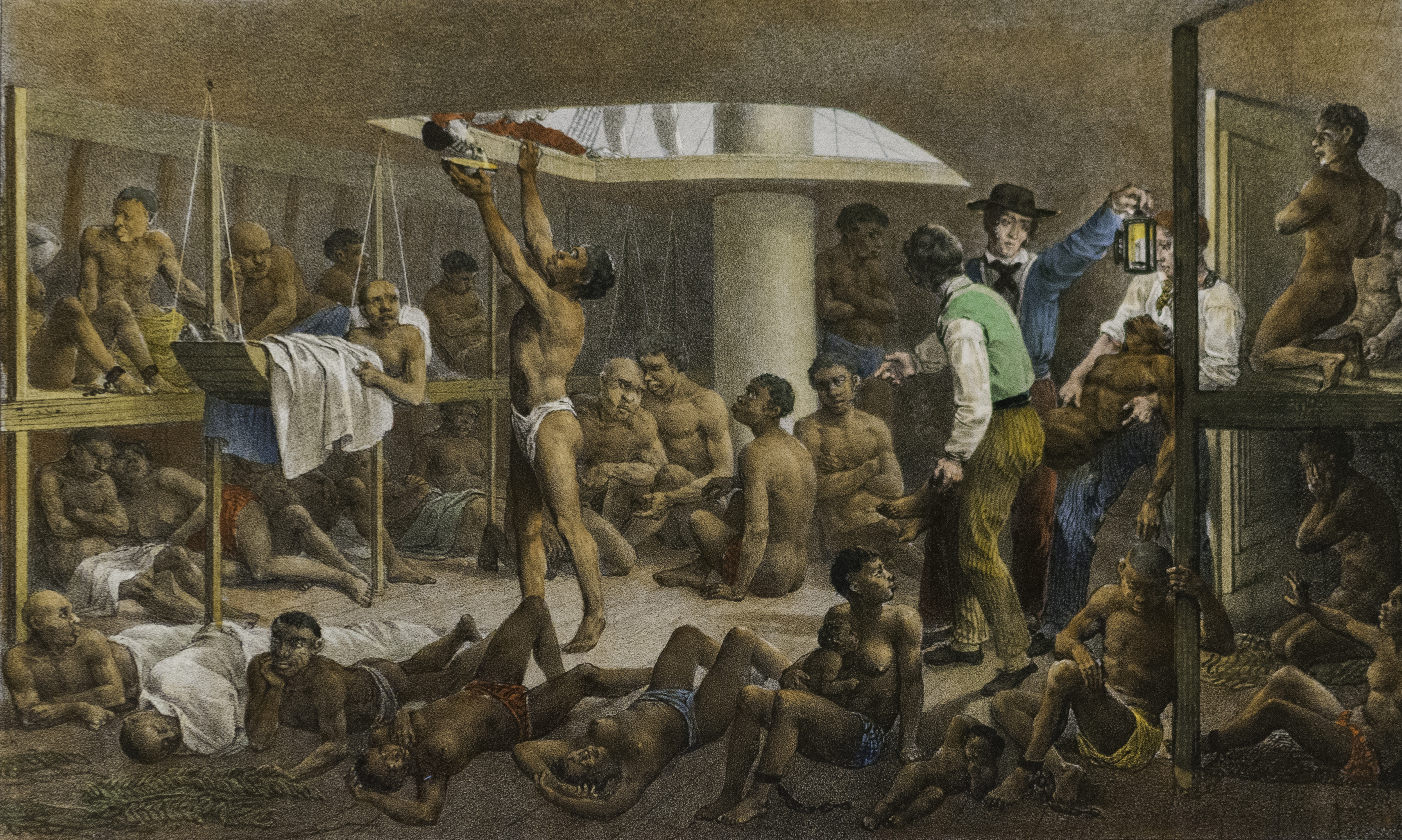
Картина Negres a fond de calle (ок. 1830) Йоганна Ругендаса
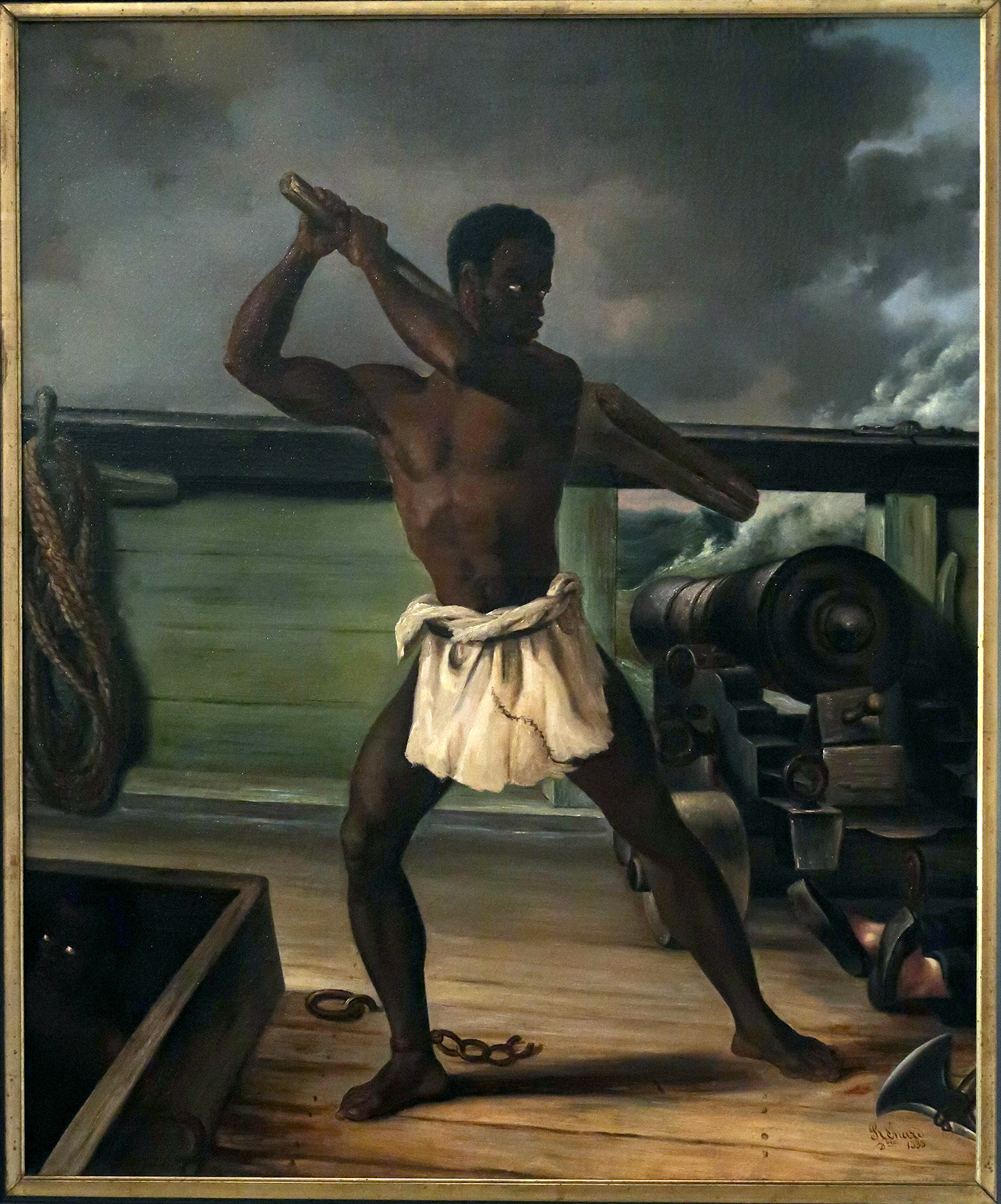
Картина «Восстание раба на невольничьем корабле» (1839) Эдуарда-Антуана Ренара
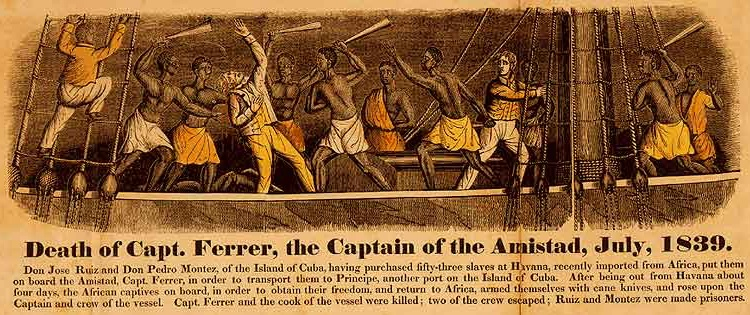
Восстание рабов[англ.] на «Амистаде» (1839)
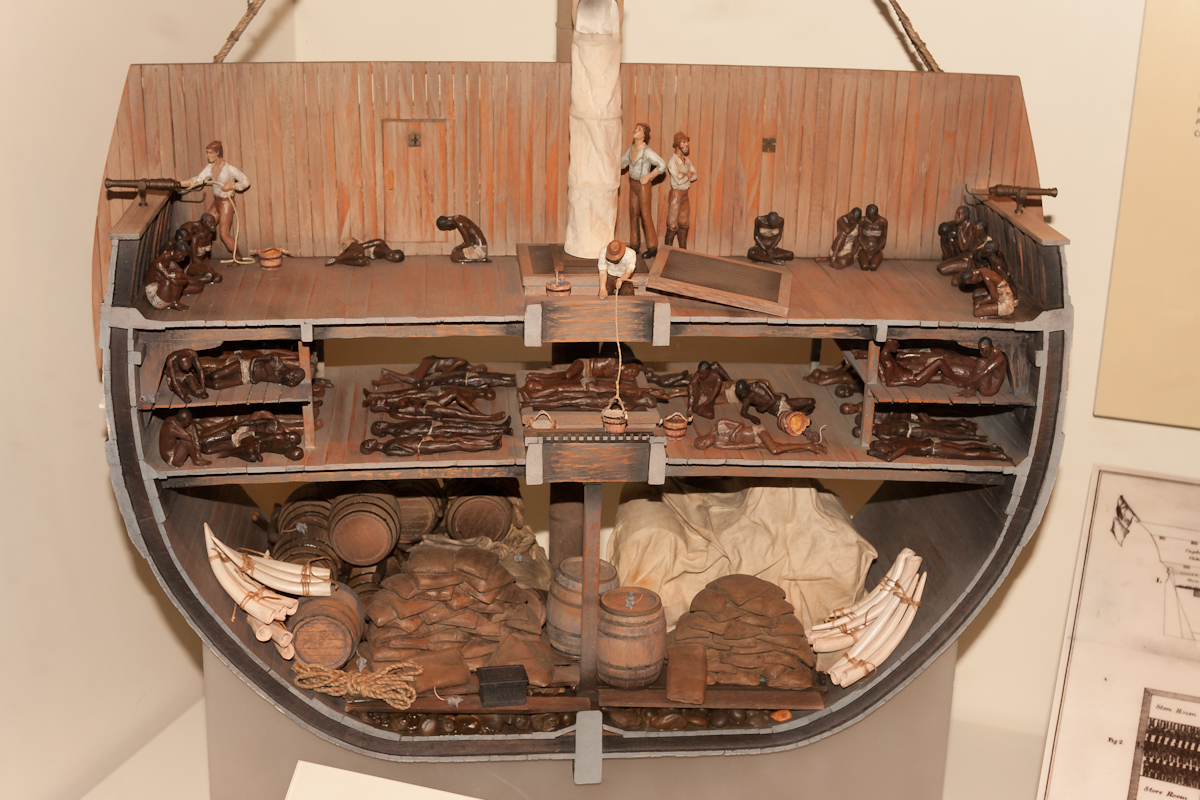
Невольничий корабль в разрезе. Экспонат Национального музея американской истории.